# 少女A
「少女A」（しょうじょエー）は日本の歌手・中森明菜の2枚目のシングル。1982年7月28日にワーナー・パイオニア（現：ワーナーミュージック・ジャパン）のリプリーズ・レコードレーベルよりリリースされた (EP: L-1616)。

## 概要
「少女A」は、1982年10月27日発売のスタジオ・アルバム『バリエーション〈変奏曲〉』からの先行シングルとして、1982年7月28日にシングル・レコード (EP: L-1616)で発売された。シングル・レコードのライナーノーツには本曲の楽譜が掲載された。
このデビューシングルとは詞調も曲調も一転した楽曲は、売野雅勇が作詞し、芹澤廣明が作曲を手掛け、萩田光雄が編曲を務めた。プロデュースは前作「スローモーション」に続いて小田洋雄が担当した。ギターは矢島賢が演奏した。
1981年にシャネルズ（のちのラッツ&スター）の「星くずのダンス・ホール」で作詞家デビューした売野にとって、本曲が最初のヒット曲ともなった。また、この楽曲を契機に、売野と芹澤とのコンビによるチェッカーズの一連のヒット曲を手掛けていく。
シングル盤「少女A」のB面として発表された「夢判断」は、中里綴の作詞と三室のぼるによる作曲で、編曲は「少女A」に続いて萩田が務めた楽曲である。
ジャケットの撮影場所はグアムで、撮影に疲れ果てプールサイドで不貞腐れている明菜の写真が採用された。
明菜本人も最初に曲を聴かされた時は抵抗があったそうで、他の同期デビューの子達はみんな可愛いフリフリのアイドルっていう感じの衣装で出ていたので、当時16歳だった明菜もそのような衣装を着たかったが、デビュー曲『スローモーション』の時の衣装が地味だったため、「次こそは、こうゆう衣装を着たい。」と思っていた矢先に次のシングルが少女Ａと知らされ、「なんでこんなんなんですか。みんな可愛い曲歌ってんのに、なんで私だけこんな、こんな。今でも生意気だとかツッパリだとか言われてるのに、もっと言われるじゃないですか。」と、相当抵抗したそうである。その為、明菜は本曲を歌唱する時に剥れて歌っていたが、それが大当たりしたみたいだ、と回想している。

## コンセプト
担当ディレクター・島田雄三は今東光の記録小説『悪太郎』を読み、この当時のヤンキー全盛の若者文化との共通点を感じていた。そんな「普通のことを書かないでほしい」という発注条件のもと、従来の歌謡曲の枠外で曲を作りたいと考えて「反社会」をコンセプトとした売野のある詞案が目に留まったという。
タイトルかつ歌詞の最後に登場する「少女A」は、少年犯罪において実名報道を避けるために用いられる匿名から売野が思いついたもので、中森のイニシャルとは無関係である。もともとのタイトルは「少女A（16）」だったが、「少女A（17）」を経て最終的に「少女A」に落ち着いた。
本曲の詞については、もともとは阿久悠のマネジャーがワーナーに行った際に、作詞家の売野が持ち込みに現れて、沢田研二のために書いた「聖少女Ａ」。しかし、プロデューサーが主語の〝聖〟を取りましょうと言ったことで「少女Ａ」になり、それが明菜のシングルに選ばれたという。もともと沢田研二向けに「ロリータ」のタイトルで提供され廃案になった歌詞（プールサイドで年配の男が10代の少女を口説く設定）を書き直したものだとされる。また、サビの一部の歌詞も、後述「蒼いシャガールの絵」に元々あった「ねえ、あなた ねえ、あなた」を、「じれったい じれったい」に書き換えたという経緯がある。当初は日活ロマンポルノの売れっ子女優のための曲であったが、歌が難しすぎてお蔵入りになったという。これも含め売野は、「プレイバックPart2」（山口百恵）の捨てゼリフなど阿木燿子作品を参考にもしたという。なお島田は最終的に、売野が書いた1番と2番の歌詞を入れ替えた。
詞先であり、島田や売野らの検討の結果、当時売野と同じ作家事務所に在籍していた芹澤のデモ曲ストック3曲のうち、（売野とは別の作詞家による）半年ほど前に作られた「蒼いシャガールの絵」用のメロディーが採用された。
『Regeneration〜NAKAMORI AKINA REMIX〜』に収録の同曲は歌詞の「他人が言うほど『ドライ』じゃないの」の正規ヴァージョンではない制作段階で変更されたであろう「大人」ヴァージョンでの歌唱を聴くことが出来る。
始まりはアルバムに入るかどうかというものだったが、何段階かを経てシングル曲となった（売野によると、研音の中森の担当者・角津徳五郎が曲タイトルに衝撃を受けてメロディーも気に入ったため、ほぼ決定しかけていた「あなたのポートレート」に代わって昇格）。

## 展開
中森はこの楽曲でTBS系の音楽番組『ザ・ベストテン』に初出演（1982年9月16日放送）したほか、フジテレビ系の音楽番組『夜のヒットスタジオ』にも初出演（1982年9月20日放送）を果たした。この曲ではマイクを振り動かす振りを付けており、これについて中森は「自分が歌いやすいように考えただけなんです。」と語っている。
また、後の作品でも本曲は新録されており、2002年12月リリースのベスト・アルバム『Akina Nakamori〜歌姫ダブル・ディケイド』と、2006年1月リリースのベスト・アルバム『BEST FINGER 25th anniversary selection』にそれぞれ収録された。2010年には、中森をモチーフとしたパチンコ台『CR中森明菜・歌姫伝説〜恋も二度目なら〜』に本曲が収録された。中森本人は「少女A」について、「好きではない」や「もっとかわいい曲を歌いたかった」とのコメントを残しているものの、ライブのセットリストには複数組まれている楽曲の一つでもある。

## 批評
『CDジャーナル』は「少女A」について「サザンオールスターズなどにも通底する曲調で、当時のミュージック・シーンにも影響を及ぼした」と指摘、歌唱については「不良っぽくもありながら、どこか哀しげなヴォーカル・ワークに心揺さぶられるナンバー」と批評、さらに中森が「アイドル歌手としての地位を強固なものとした楽曲である」と批評した。
馬飼野元宏は、音域が狭く、徹底して下降旋律で作られている曲だと指摘している。

## チャート成績
「少女A」は、オリコン週間シングルチャートの1982年8月9日付で初登場40位を記録後、1982年10月18日付で最高順位5位を記録し、およそ40万枚の売り上げとなった。TBS系音楽番組『ザ・ベストテン』では、中森にとって初出演となった1982年9月16日の放送で9位を記録後、1982年10月28日の放送で最高順位3位を記録した。

## 収録曲
| 全編曲: 萩田光雄。 |            |           |            |      |
| #                  | タイトル   | 作詞      | 作曲       | 時間 |
| A.                 | 「少女A」  | 売野雅勇  | 芹澤廣明   | 3:34 |
| B.                 | 「夢判断」 | 中里綴    | 三室のぼる | 3:27 |
| 合計時間:          | 合計時間:  | 合計時間: | 合計時間:  | 7:01 |

### 規格
- 1988年7月25日 - 8cmCD: 10SL-131[37]
- 1988年12月21日 - CT: 10L5-4041[38]
- 1998年11月26日 - 12cmCD: WPC6-8659[39]
- 2008年11月12日 - デジタル・ダウンロード[40][41]
- 2014年6月18日 - 12cmCD, Singles Box 1982-1991の一枚として

## クレジット
「少女A」のライナー・ノーツより
| - プロデューサー: 小田洋雄 - ディレクター: 島田雄三 - ミキサー: 菊地功 - 撮影: 野村誠一 | - デザイン: 持田恭男 - プロモーター: 富岡信夫 - セールス・プロモーター: 畠山政行 |

## 収録アルバム
少女A
- 『バリエーション〈変奏曲〉』[9][3]
- 『Seventeen』[42][3]
- 『BEST AKINA メモワール』[43][3]
- 『BEST』[44][3]

夢判断
- 『バリエーション〈変奏曲〉(+1)』

## カバーしたアーティスト
- マーチングフェローズオーケストラ - インストゥルメンタル。ビクターからシングルレコード「聖母たちのララバイ／少女A」として発売。
- 葉佩芬（ダウン・イップ） - シンガポールの歌手。1983年1月発売のアルバム「不要留下」で、中国語による「不要留下」としてカバーした。
- 林淑容（アンナ・リン） - 台湾の歌手。1983年発売のアルバム「安娜」で、中国語による「単身女郎」としてカバーした。
- 嘟嘟 （ドゥドゥ） - 中国の歌手。1985年発売のカセット・アルバム「少女Ａ」で、中国語による「少女Ａ」としてカバーした。
- 楊君子 - 中国の歌手。1986年発売のカセット・アルバム「跳舞街」で、中国語による「単身女郎」としてカバーした。
- 呉小芸（ウ・ショウイン）  - 中国の歌手。1988年発売のカセット・アルバム「単身女郎（二）」で、中国語による「単身女郎」としてカバーした。
- 伊能静（いのうしずか　アニ・イー） - 台湾の歌手。1990年発売のアルバム「緊緊擁抱我」で、中国語による「選錯電影、選錯你」としてカバーした。
- 松本孝弘（TAK MATSUMOTO） - 2003年発売のアルバム『THE HIT PARADE』に収録、上原あずみがヴォーカリストとして参加している[45]。
- 仲村みう - 2007年発売のシングル「みうみうの吐息 〜強がる愛のかたち〜」に収録。DVDにはPVも収録。
- 白石涼子 (嵐山小夜子) - 2009年発売のアニメ『夏のあらし!』DVD第1巻初回限定版付録CDに収録[46]。また、アニメ第12・13話で挿入歌として使われた。
- 桑田佳祐 - 2009年発売のライブ・ビデオ『昭和八十三年度!ひとり紅白歌合戦』に収録[47][48]。
- ジャネット・ケイ（Janet Kay）- 2012年発売のJ-POPカバー・アルバム『アイドルKAY』に収録[49]。
- 吉川友- 2012年発売のカバー・アルバム『ボカリスト?』に収録。
- 板野友美 - 2013年発売のシングル「1%」劇場盤CDに収録[50]。
- 平井堅 - 2014年発売のアルバム『Ken's Bar III』初回生産限定盤AのDVDに収録[51]。
- Split BoB - 2015年発売のシングル『マヤカシ少女』に収録。
- 新井ひとみ - 2020年にCDシングル・CD+DVD版「少女A」を発売。7インチレコード「デリケートに好きして」のC/W曲にも収録。
- 奥井雅美 - 2023年配信のアルバム『マサミコブシ〜歌謡曲編〜』に収録。
- 星乃夢奈 - 2024年9月25日、配信限定[52]。

### パロディ
- 五月みどりが1983年に発表した楽曲の「熟女B」が、「少女A」のパロディ・ソング（あるいはアンサー・ソング）であるとして日本テレビ系列のワイドショー・情報番組『スッキリ!!』で指摘された[53][54]。
- 爆風スランプの1984年のデビューシングル「週刊東京『少女A』」のタイトルは、この「少女A」のパロディであるとメンバーのサンプラザ中野くん、パッパラー河合が話している[55]。

## ショートフィルム
2023年7月12日、作詞をした売野の作詞活動40周年記念コンピレーションアルバム「MIND CIRCUS 午前0時のLOVE STORIES」がリリースされ、本作も収録された。同アルバムには13の収録曲と同じタイトルをつけた掌編小説が収められている。2024年、その小説を原作としたショートフィルム『少女A』を制作、9月29日よりAmazonプライムにて配信された。主演を務めた星乃夢奈は、楽曲「少女A」もカバーしている。